# Wladimer Tschanturia
Wladimer Tschanturia (georgisch ვლადიმერ ჭანტურია; * 1. Juli 1978 in Poti, Georgische SSR) ist ein georgischer Schwergewichtsboxer.

## Amateur
Tschanturia nahm für Georgien als Halbschwergewichtler an der Juniorenweltmeisterschaft 1996 in Havanna teil, verlor allerdings schon den ersten Kampf.
1997 nahm Tschanturia an den Weltmeisterschaften teil, schied jedoch im ersten Kampf gegen Kai Brannkarr, Finnland (16:6), aus. Im Jahr darauf war für ihn bei den Europameisterschaften bereits im Viertelfinale schluss.
1999 gewann Tschanturia die Bronzemedaille bei den Militärweltmeisterschaften und im Jahr darauf feierte er bei den Olympischen Spielen in Sydney seinen größten Erfolg: den Gewinn der olympischen Bronzemedaille. Er schlug dabei unter anderem den Usbeken Ruslan Chagayev, Usbekistan (18:12), war aber gegen Sultan Ibragimow, Russland (19:4), chancenlos.
Bei den Weltmeisterschaften 2001 schied Tschanturia bereits im ersten Kampf gegen Csaba Kurtucz, Ungarn (DQ 3.).
Später wechselte er in das Superschwergewicht, war in der offenen Klasse aber weniger erfolgreich, bei den Europameisterschaften 2004 trat er aus Verletzungsgründen zu seinem angesetzten Kampf gegen Alexander Powetkin nicht an.

## Profi
2006 wurde er mit bereits 28 Jahren Profi. Er gewann seine ersten acht Kämpfe gegen unbekannte Landsleute, bevor er im Mai 2007 die georgische Schwergewichtsmeisterschaft gegen David Gegeshidze durch K. o. in der 6. Runde gewann. Nach drei weiteren Siegen im Jahr 2008 verlor er seinen 12. Kampf gegen den Ukrainer Volodymyr Lazebnyk nach Punkten. Nach einer längeren Wettkampfpause kehrte Tschanturia im Mai 2010 in den Ring zurück und konnte sein Comeback gewinnen. Trotzdem beendete er nach diesem Kampf seine Karriere und zog sich aus dem aktiven Sport zurück.